# Bahnhof Reken
Bahnhof Reken ist ein Ortsteil der Gemeinde Reken im westlichen Münsterland im Nordwesten von Nordrhein-Westfalen und gehört zum Kreis Borken.
Der Ort, der als Ansiedlung um den Bahnhof entstanden ist, liegt südlich von Groß Reken. Unweit nordöstlich und östlich des Ortes fließt der Boombach. Südlich erstrecken sich das 0,5 ha große Naturschutzgebiet (NSG) Hülstenholter Wacholderheide und das 2,6 ha große NSG Hülstener Wacholderheide.

## Geographie
Bahnhof Reken liegt in den Rekener Bergen, die Teil des Höhenzuges Hohe Mark sind. Der Naturpark Hohe Mark bildet die südliche Grenze des Münsterlandes hin zum Ruhrgebiet bzw. den Niederungen von Lippe und Emscher. Bahnhof Reken entwässert sich über den Midlicher Mühlenbach (im Westen) und den Boombach (im Osten) in die Lippe.
| Bauerschaft Illerhusen (zu Reken)  | Groß Reken (zu Reken)  | Maria Veen (zu Reken)          |
| Bauerschaft Kreulkerhok (zu Reken) |                        | Bauerschaft Hülsten (zu Reken) |
| Bauerschaft Wessendorf (zu Reken)  | Klein Reken (zu Reken) | Lavesum (zu Haltern am See)    |

## Sehenswürdigkeiten

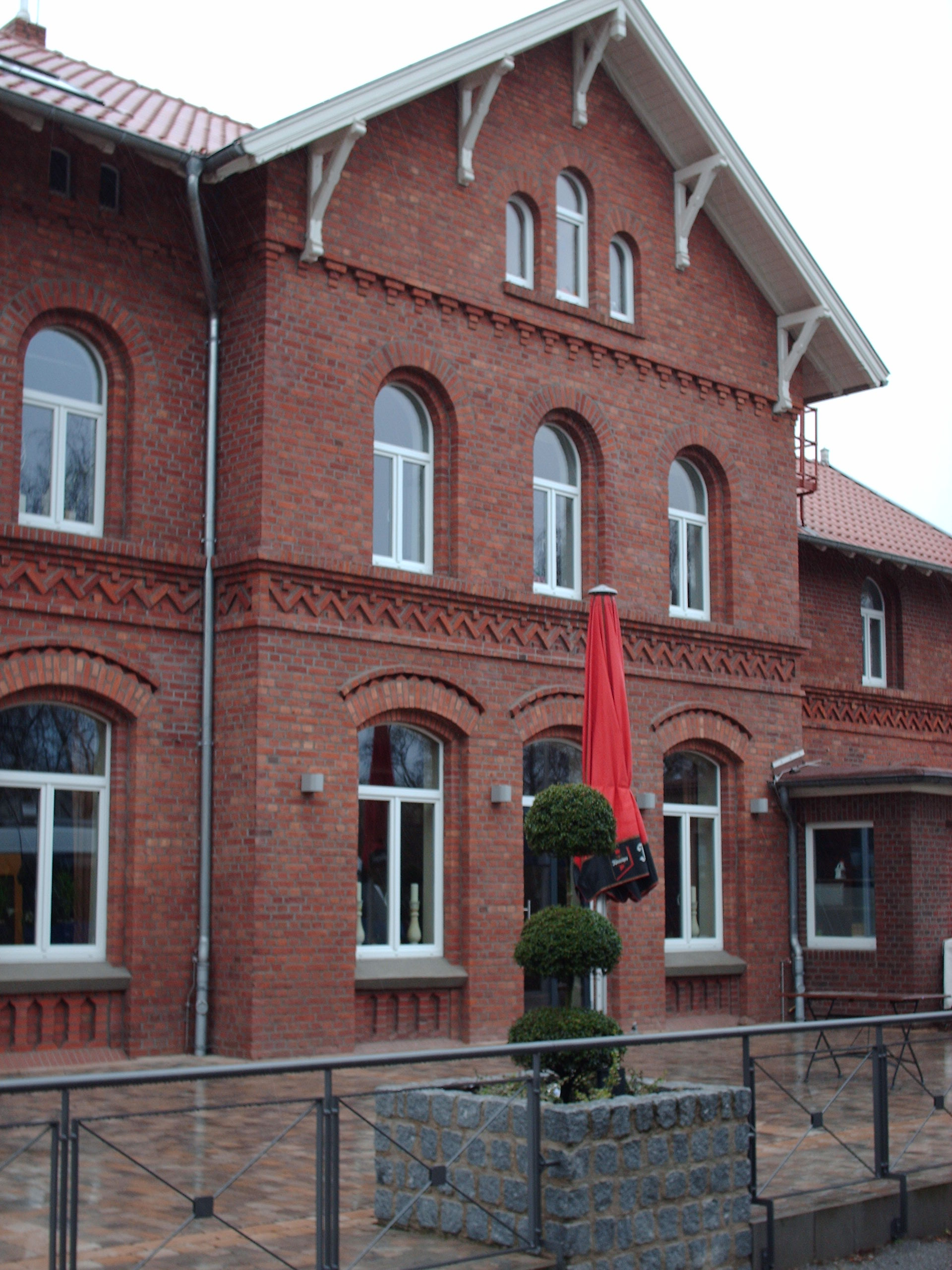
Das Empfangsgebäude des Rekener Bahnhofs 2008

In der Liste der Baudenkmäler in Reken ist für Bahnhof Reken ein Baudenkmal aufgeführt – das Empfangsgebäude Bahnhof Reken (Bahnhofstraße 35). Das zuvor nicht mehr genutzte Bahnhofsgebäude wurde in den Jahren 2005/2006 von Grund auf renoviert.

## Verkehrsanbindung
Der Bahnhof Reken wird im SPNV von der Linie RE 14 Emscher-Münsterland-Express der NordWestBahn bedient. Direktverbindung nach Essen über Dorsten, Gladbeck, Bottrop und in der anderen Fahrtrichtung nach Coesfeld (Westf).
| Linie | Verlauf | Takt   |
| ----- | --- | ------ |
| RE 14 | Emscher-Münsterland-Express: Coesfeld (Westf) – Reken-Maria Veen – Reken – Reken-Klein Reken – Lembeck – Wulfen (Westf) – Hervest-Dorsten – Dorsten – Feldhausen – Gladbeck-Zweckel – Gladbeck West – Bottrop Hbf – Essen-Borbeck – Essen Hbf Stand: Fahrplanwechsel Dezember 2023 | 60 min |

Am Bahnhof kann in den Busverkehr in die umliegenden Ortsteile umgestiegen werden. Ein Rufbusdienst verbindet Bahnhof Reken mit dem Schnellbus nach Münster.
| Linie | Verlauf | Betreiber | Takt                         |
| ----- | --- | --------- | ---------------------------- |
| R73   | Regionalbus: Groß Reken, Alte Kirche – Bahnhof Reken, Bahnhof – Klein Reken, Ort – Lembeck, Busbahnhof                                                                 | RVM       | stündlich; So. zweistündlich |
| 713   | Borken, Bahnhof – Heiden, Alter Kirchplatz – Leblich, Ehemalige Schule – Bahnhof Reken, Bahnhof – Klein Reken, Ort                                                     | RVM       | an Schultagen                |
| 716   | Groß Reken, Alte Kirche – Maria Veen, Bahnhof – Hülsten, Schule – Bahnhof Reken, Sekundarschule – Klein Reken, Ort – Lembeck, Busbahnhof – Rhade, Bahnhof – Rhade, Ort | RVM       | an Schultagen                |
| T18   | Taxibus: S75 Maria Veen, B67n – Maria Veen, Bahnhof – Hülsten, Schule – Groß Reken, Alte Kirche – Bahnhof Reken, Bahnhof – Klein Reken, Ort                            | RVM       | an S75 angepasst             |